# Startling Stories
Startling Stories est un magazine américain de science-fiction de type « pulp », édité de 1939 à 1955 par la maison d'édition de Ned Pines Standard Magazines (en). 